# 1er régiment de grenadiers à pied de la Garde impériale
Das 1er régiment de grenadiers à pied de la Garde impériale (deutsch „1. Regiment Grenadiere zu Fuß der Kaiserlichen Garde“) war ein Eliteregiment der Grande Armée in den Koalitionskriegen. Es gehörte zur Garde impériale und war eines von nur vier Regimentern, die mit dem Prädikat Alte Garde ausgestattet worden waren. (Die anderen waren das 1er chasseurs à pied, die Chasseurs à cheval und die Grenadiers à cheval.) Es war das älteste Infanterieregiment der Grande Armée.

## Aufstellung und signifikante Änderungen

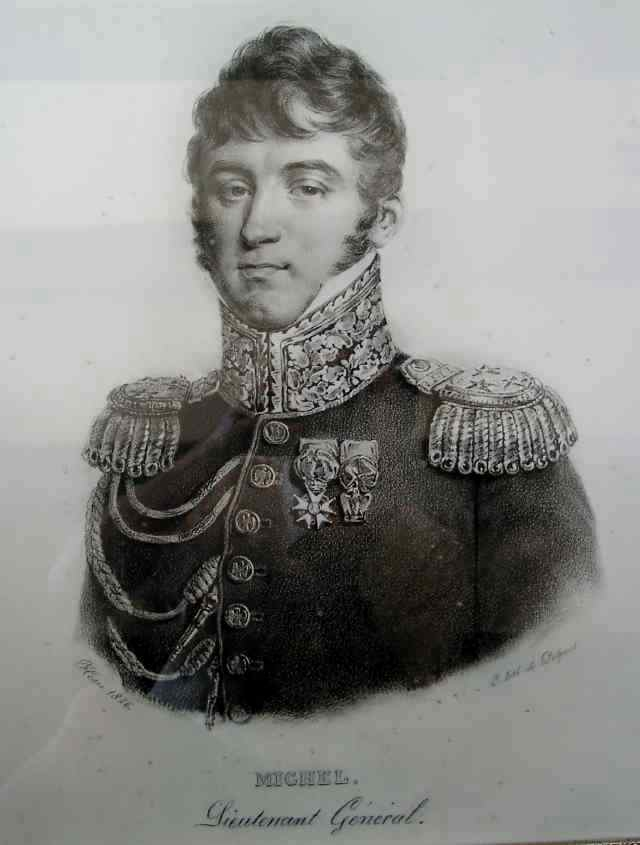
Général Claude-Étienne Michel, der das Regiment von 1807 bis 1813 kommandierte. Er fiel in der Schlacht bei Waterloo während des Sturms der Garde auf den Mont-Saint-Jean.

- 1799: Aufstellung als Grenadiers à pied de la Garde des consuls
- 1804: Umbenennung in Régiment de grenadiers à pied de la Garde consulaire
- 1805: Umbenennung in Régiment de grenadiers à pied de la Garde impériale
- 1806: Umbenennung in 1er régiment de grenadiers à pied de la Garde impériale
- 1814: Auflösung und Wiederaufstellung als Corps royal des grenadiers de France[1]
- 1815: Während der Herrschaft der Hundert Tage Umbenennung in 1er régiment de grenadiers à pied de la Garde impériale

## Kommandanten
- 1804: Joseph Higonet
- 1805–1807: Jean-Marie-Pierre Dorsenne
- 1807–1813: Claude-Étienne Michel
- 1813–1815: Jean-Martin Petit

Das Regiment war neben dem „1er chasseurs“ das angesehenste der Napoleonischen Zeit. Die Männer in dieser Einheit hatten lange Dienstjahre hinter sich, an vielen Feldzügen teilgenommen und waren so mehr oder weniger immun gegen die Schrecken des Krieges. Die Mehrzahl der Soldaten dienten bereits im Ersten Koalitionskrieg.
Von der Schlacht bei Austerlitz bis zur Schlacht bei Waterloo waren die Veteranen des Regiments niemals vor dem Feind zurückgewichen. Der Rückzug bei Waterloo war nur auf einen Befehl von Napoléon zurückzuführen. In dieser Schlacht waren 40 % der Grenadiere mit dem Kreuz der Ehrenlegion ausgezeichnet. Fast alle hatten 14 oder mehr Dienstjahre hinter sich, und Soldaten mit dem dreifachen Winkel auf dem Oberarm, der für eine mehr als siebenjährige Dienstzeit verliehen wurde, waren keine Seltenheit.

## Schlacht bei Waterloo

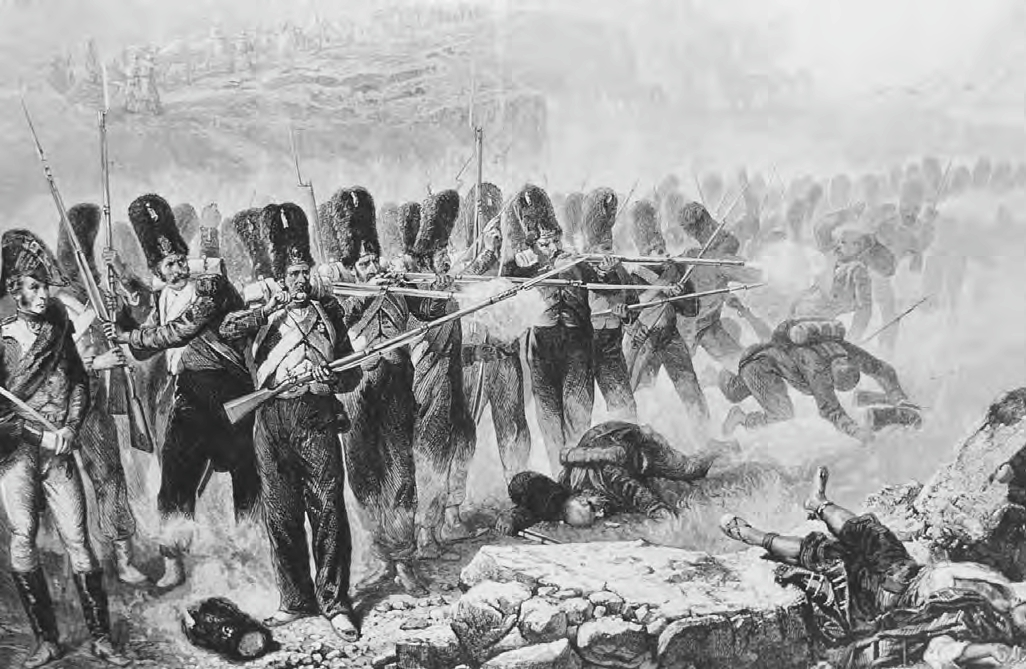
Die Grenadiere der Alten Garde im Gefecht, erkennbar an der charakteristischen Pelzmütze der Elite-Regimenter der Garde (Zeichnung von Bellangé, vor 1900)

Bei Rossome wurden vom Regiment zwei Infanteriekarrees gebildet, es war – wie selbst die Engländer zugaben – das Elitekorps der Garde. Das Regiment nahm vor dem Maison Decoster links und rechts der Straße Aufstellung. Die beiden Bataillone bildeten die Spitze der Armee.
Um sie herum war der Boden mit Leichen bedeckt, und britische Kavalleristen machten Vorstöße, um die Reihen zur Auflösung zu bringen. Es gab auch französische Gefallene, die versucht hatten, Schutz innerhalb der Karrees zu suchen, aber vom eigenen Feuer niedergestreckt worden waren. Die Standfestigkeit der Karrees war nur um diesen Preis zu gewährleisten.

„Wir schossen auf alles, was uns in den Weg kam, Freunde oder Feinde, aus Angst, die Falschen durchzulassen, das war schlecht für das Gute“

schrieb später Général Petit, Kommandant des Regiments.
Die Karrees wurden zwar rechts und links überflügelt, wehrten jedoch jeden direkten Angriff ab. Der Kaiser, der in einem dieser Karrees Zuflucht gefunden hatte, befahl dann den Rückzug.
Die Grenadiere begannen sich abzusetzen und deckten dabei den Rückzug der ganzen Armee. Alle 200 Meter wurde angehalten und ein neues Karree gebildet, um den nachrückenden Feind abzuwehren, der immer weniger Neigungen verspürte, gegen diesen lebendigen Festungswall anzugehen. Es spielte aber keine große Rolle mehr, die Schlacht war verloren. Der Kampf war fast vorbei, und niemand mochte der Letzte sein, der starb. Der Kaiser begab sich zum 1. Bataillon des 1er régiment de chasseurs, das gerade einen preußischen Angriff zurückgeschlagen hatte und so versuchte, den Druck der nachrückenden Alliierten etwas abzumildern. Später zogen sich die Grenadiere zugweise in Kolonne zurück, ohne noch angegriffen zu werden. Auch wenn sie geschlagen war, beeindruckte die Garde den Feind noch immer, die Episode des kaiserlichen Militärs war jedoch zu Ende.

## Schlachten und Feldzüge mit Beteiligung des Regiments
- 1800: Feldzug in Italien (1799–1800)

Schlacht bei Marengo
- 1805: Feldzug in Österreich

Schlacht bei Ulm
Schlacht bei Austerlitz
- 1806: Feldzug in Preußen

Schlacht bei Jena und Auerstedt
- 1807: Feldzug in Polen

Schlacht bei Preußisch Eylau
Schlacht bei Friedland
- 1808: Napoleonische Kriege auf der Iberischen Halbinsel

Madrid
- 1809: Feldzug in Deutschland und Österreich

Schlacht bei Aspern
Schlacht bei Wagram
Schlacht bei Eggmühl
- 1812: Russlandfeldzug 1812

Schlacht bei Krasnoi
Schlacht bei Smolensk
Schlacht bei Borodino
- 1813: Feldzug in Deutschland

Schlacht bei Großgörschen
Schlacht bei Reichenbach
Schlacht um Dresden
Völkerschlacht bei Leipzig
Schlacht bei Hanau
- 1814: Feldzug in Frankreich

Schlacht bei Montmirail
Schlacht bei Vauchamps
Schlacht bei Laon
Schlacht bei Soissons
Schlacht bei Arcis-sur-Aube
Schlacht bei Paris
- 1815: Feldzug in Belgien

Schlacht bei Ligny
Schlacht bei Waterloo

## Inschriften auf der Fahne vom Modell 1812
Es handelt sich dabei um die Schlachten, an denen das Regiment ruhmvoll teilgenommen hat, beziehungsweise um die feindlichen Hauptstädte, in die es einmarschiert ist.

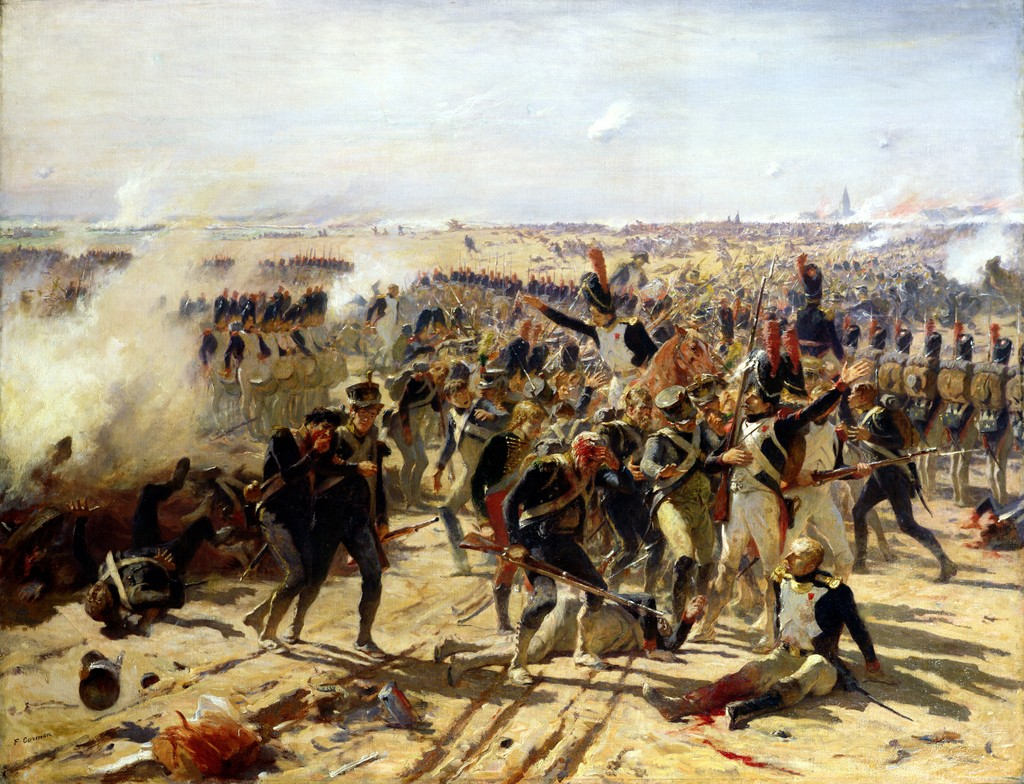
Schlacht bei Essling (Gemälde von Fernand Cormon). Im Zentrum ein verwundeter Offizier des Regiments. Links erscheint eine Kolonne mit den Tambours an der Spitze, rechts eine Reihe von Grenadieren, die in das Gefecht vor ihnen eingreifen.

- Marengo (1800)
- Ulm (1805)
- Austerlitz (1805)
- Iéna (1806)
- Eylau (1807)
- Friedland (1807)
- Eckmuhl (1809)
- Essling (1809)
- Wagram (1809)
- Smolensk (1812)
- La Moskowa (1812)
- Vienne (1809)
- Berlin (1806)
- Madrid (1808)
- Moscou (1812)

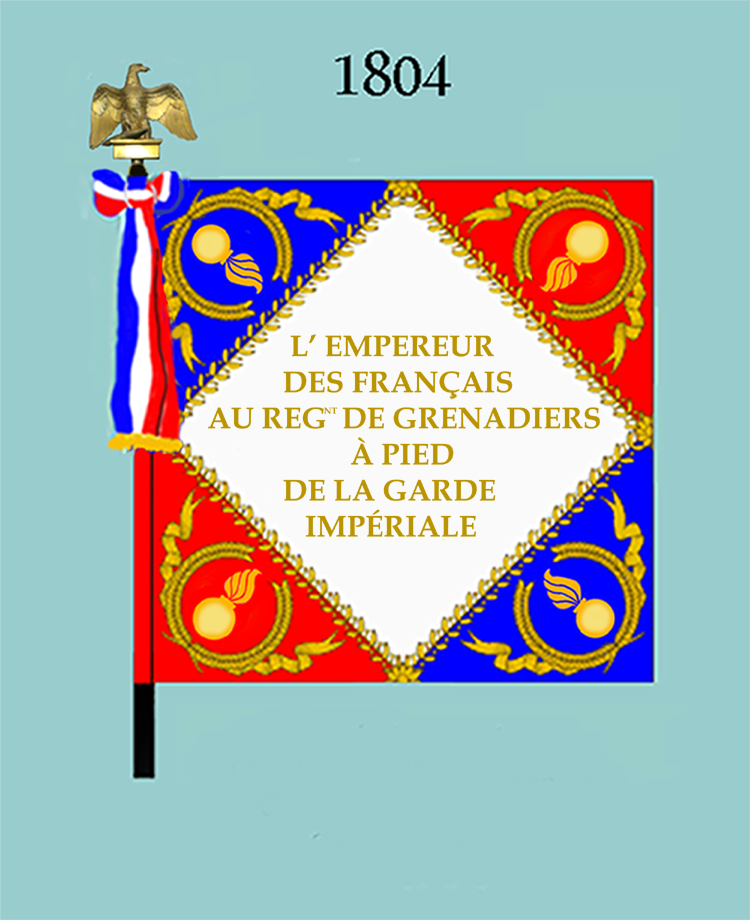
Modell 1804 Vorderseite
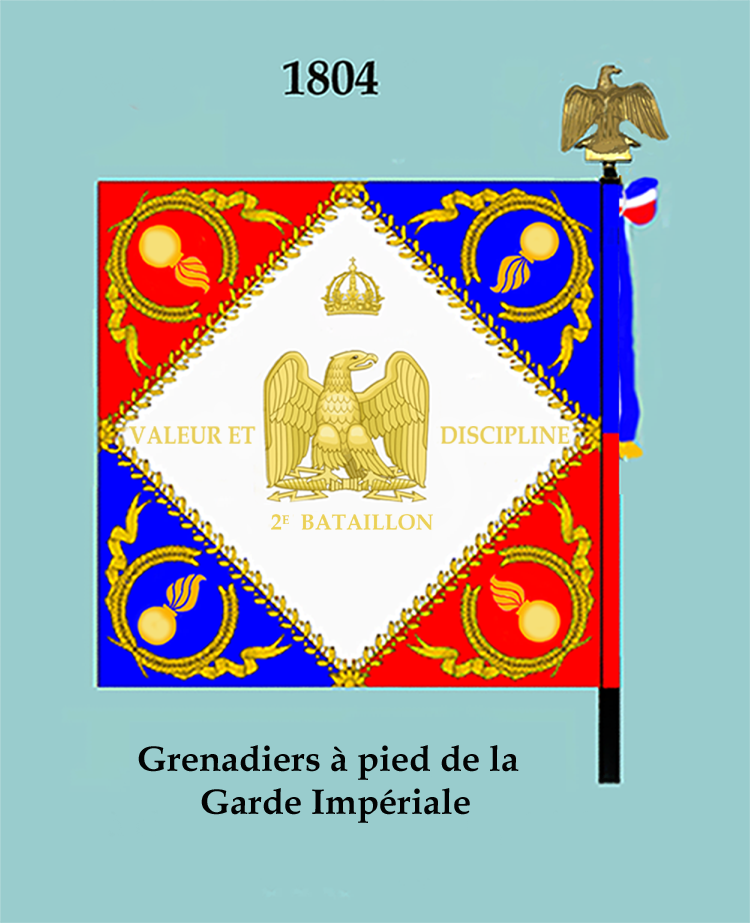
Modell 1804 Rückseite
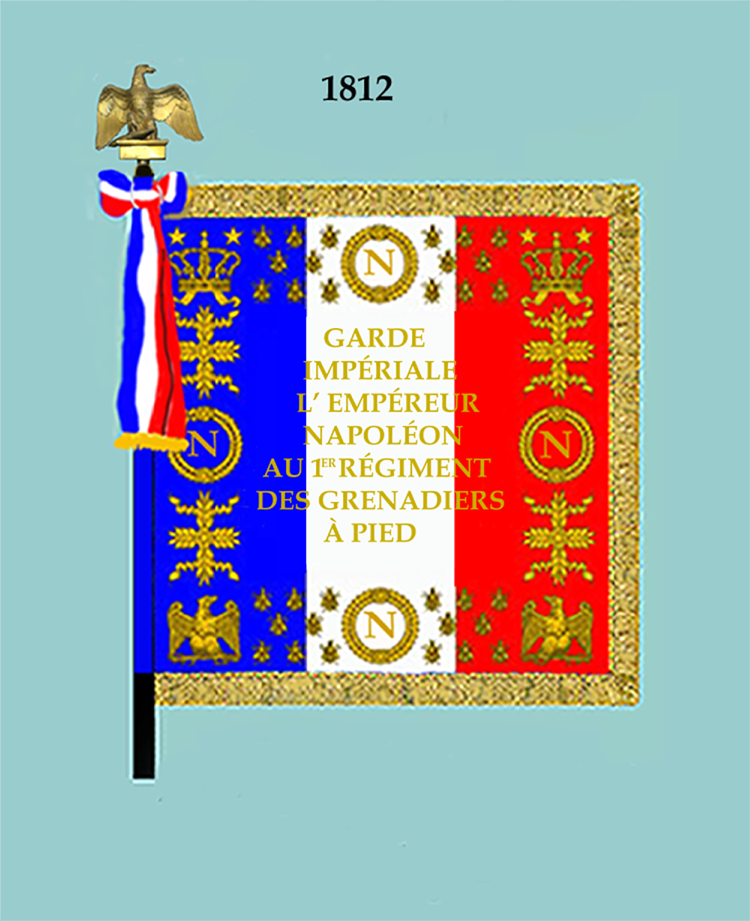
Modell 1812 Vorderseite
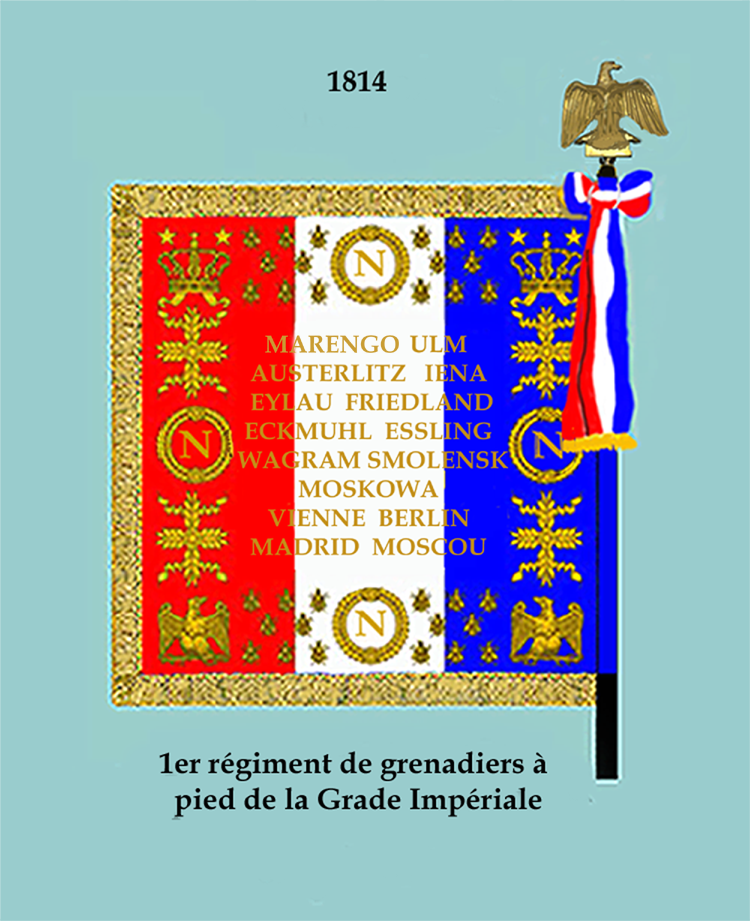
Modell 1812 Rückseite